# هارمونی، شهرستان مونمووث، نیوجرسی
هارمونی (به انگلیسی: Harmony) یک منطقهٔ مسکونی در ایالات متحده آمریکا است که در میدلتاون، نیوجرسی واقع شده‌است. هارمونی ۱۰٫۹۷ متر بالاتر از سطح دریا قرار دارد.